# Wolfgang Hottenrott
Wolfgang Hottenrott (Hannover, 13 de junio de 1940) es un deportista alemán que compitió para la RFA en remo.
Participó en tres Juegos Olímpicos de Verano entre los años 1964 y 1972, obteniendo dos medallas, bronce en Tokio 1964 y oro en México 1968. Ganó tres medallas en el Campeonato Europeo de Remo entre los años 1964 y 1967.

## Palmarés internacional
| Representando al Equipo Alemán Unificado |                           |                   |                    |
| Juegos Olímpicos                         |                           |                   |                    |
| Año                                      | Lugar                     | Medalla           | Prueba             |
| 1964                                     | Tokio (Japón)             | Medalla de bronce | Dos sin timonel    |
| Representando a la RFA                   |                           |                   |                    |
| Juegos Olímpicos                         |                           |                   |                    |
| Año                                      | Lugar                     | Medalla           | Prueba             |
| 1968                                     | Ciudad de México (México) | Medalla de oro    | Ocho con timonel   |
| Campeonato Europeo                       |                           |                   |                    |
| Año                                      | Lugar                     | Medalla           | Prueba             |
| 1964                                     | Ámsterdam (Países Bajos)  | Medalla de plata  | Dos sin timonel    |
| 1965                                     | Duisburgo (RFA)           | Medalla de plata  | Cuatro sin timonel |
| 1967                                     | Vichy (Francia)           | Medalla de oro    | Ocho con timonel   |